# 延安路
延安路，元朝时设置的路。
元朝政府改延安府置，治所在肤施县（今陕西省延安市）。辖境约当今陕西省宜君、黄龙等县以北，宜川、吴堡、府谷等县以西，葫芦河下游和白于山以东，及内蒙古自治区鄂托克旗、伊金霍洛旗和乌审旗等地。明朝时，复改为府。